# Иљушин Ил-1
Иљушин Ил-1  је једномоторни совјетски тешки ловац развијен током 1943. године са наменом да се супротстави непријатељским ловцима на малим и средњим висинама. Конструисан је у Иљушиновом конструкционом бироу, прототип је полетео и испитан у току 1944. године. До серијске производње није дошло јер је совјетско ваздухопловство већ остварило премоћ у ваздушном простору па за овог ловца није било посла.

## Пројектовање и развој
Авион Ил-1 је један од серије пројеката који су рађени у конструкционом бироу Иљушина 1943 до 1944. (Ил-8 и Ил-10) године засновани на позитивним искуствима стеченим коришћењем тада већ прослављеног Ил-2. За разлику од Ил-2, Ил-8 и Ил-10, који су били јуришни бомбардери, Ил-1 је био ловац. Од свог изузетног претходника наследио је оклоп који му је обезбеђивао да може да лети на средњим и малим висинама и да буде не осетљив на противавионску артиљерију малог калибра. Да би повећао брзину поред снаге мотора поправљена је и аеродинамика, авион је добио ново крило и избегнути су сви елементи који су код Ил-2 нарушавали аеродинамичност. Имао је бољу заштиту за систем за хлађење уља и хладњака течности за хлађење мотора примењених на авионима Ил-8 и Ил-10. И у овај авион је уграђен нови мотор Микуљин АМ-42, стајни трап се увлачио уназад али за разлику од Ил-2 точкови су ротирани тако да су се пљоштимице увлачили у крило па су на тај начин избегнуте крилне гондоле у које су смештани точкови код Ил-2. На тај начин је смањен отпор авиона и повећана брзина. Од наоружања је од свог претходника задржао 2 топа од 23mm, могао је да понесе 200 kg бомби подвешаних испод крила, а у трупу је имао касету са 10 авио-бомби АГ-2. Авион је по својим карактеристикама спадао у тада новоформирану класу ловаца-бомбардера.
Први лет Ил-1 је обавио 19. маја 1944. године и на фабричком тестирању је постигао брзину од 580 km/h, што је било знатно мање него што су тада постизали остали совјетски ловци који су били у оперативном коришћењу, из тог разлога Иљушин је одлучио да овај авион искључи из даљег државног испитивања. За ово је постојао још један разлог, до половине 1944. године Совјетско ваздухопловство је већ остварило стратешку доминацију у ваздуху па је престала потреба за оваквим авионом. Након одустајања од пројекта Ил-1 све снаге су концентрисане на развој новог јуришника Ил-10.

### Наоружање
- 2 x 23mm фиксна топа,
- до 200 kg. бомби подвешаних испод крила авиона,

## Оперативно коришћење
Посаду авиона Ил-1 сачињава 1 члан-пилот. До оперативног коришћења авиона Ил-1 није дошло. Направљено је укупно 1 примерак овог авиона као прототип.

## Земље које су користиле овај авион
| - СССР |